# Campeonato del Mundo de patinaje de velocidad en línea 2002
El Campeonato Mundial de patinaje de velocidad en línea de 2002 tuvo lugar del 22 al 26 de agosto de 2002 en Ostende, Bélgica. Fue el la segunda ocasión que la que Bélgica organizó el campeonato mundial tras la edición de Ostende 1991.

## Mujeres
| Distancia                   | Oro                                                      | Plata              | Bronce             |
| Pista                       | Pista                                                    | Pista              | Pista              |
| --------------------------- | -------------------------------------------------------- | ------------------ | ------------------ |
| 300 m Contrarreloj          | Valentina Belloni                                        | Pamela Verdugo     | Eva Lizarraga      |
| 500 m Sprint                | Valentina Belloni                                        | Andrea González    | Theresa Cliff      |
| 1.000 m Sprint              | Brigitte Méndez                                          | Yi-Chin Pan        | Alessandra Susmeli |
| 5.000 m Puntos              | Theresa Cliff                                            | Sheila Herrero     | Nathalie Barbotin  |
| 10.000 m Puntos/Eliminación | Sheila Herrero                                           | Theresa Cliff      | Tamara Llorens     |
| 15.000 m Eliminación        | Theresa Cliff                                            | Sheila Herrero     | Brigitte Méndez    |
| 5.000 m Relevos             | Estados Unidos Theresa Cliff Jessica Smith Ashley Horgan | Italia             | Colombia           |
| Larga distancia             |                                                          |                    |                    |
| 42.195 m Marathon           | Theresa Cliff                                            | Alessandra Susmeli | Brigitte Méndez    |

## Hombres
| Distancia                   | Oro                                                            | Plata                | Bronce              |
| Pista                       | Pista                                                          | Pista                | Pista               |
| --------------------------- | -------------------------------------------------------------- | -------------------- | ------------------- |
| 300 m Contrarreloj          | Gregorio Duggento                                              | Kalon Dobbin         | Pascal Briand       |
| 500 m Sprint                | Pascal Briand                                                  | Luca Presti          | Diego Betancur      |
| 1.000 m Sprint              | Chad Hedrick                                                   | Luca Presti          | Francesco Zangarini |
| 10.000 m Puntos             | Diego Rosero                                                   | Arjan Smit           | Matteo Amabili      |
| 15.000 m Puntos/Eliminación | Diego Rosero                                                   | Pierdavide Romani    | Shane Dobbin        |
| 20.000 m Eliminación        | Chad Hedrick                                                   | Shane Dobbin         | Jorge Botero        |
| 10.000 m Relevos            | Italia · Luca Presti · Pierdavide Romani · Francesco Zangarini | Estados Unidos       | Australia           |
| Larga distancia             |                                                                |                      |                     |
| 42.195 m Marathon           | Jorge Botero                                                   | Juan Carlos Betancur | Arnaud Gicquel      |

## Medallero
| Pos. | País           | Oro | Plata | Bronce | Total |
| ---- | -------------- | --- | ----- | ------ | ----- |
| 1.   | Estados Unidos | 6   | 2     | 1      | 9     |
| 2.   | Italia         | 4   | 5     | 3      | 12    |
| 3.   | Colombia       | 4   | 1     | 5      | 10    |
| 4.   | España         | 1   | 2     | 1      | 4     |
| 5.   | Francia        | 1   | 0     | 3      | 4     |
| 6.   | Nueva Zelanda  | 0   | 2     | 1      | 3     |
| 7.   | Argentina      | 0   | 1     | 1      | 2     |
| 8.   | Chile          | 0   | 1     | 0      | 1     |
| 8.   | Países Bajos   | 0   | 1     | 0      | 1     |
| 8.   | China Taipéi   | 0   | 0     | 1      | 1     |
| 11.  | Australia      | 0   | 0     | 1      | 1     |

- Datos: Q18625962